# پژوهشکده شورای نگهبان
این مرکز به منظور پشتیبانی علمی، کارشناسی و ارائه نظرات مشورتی به شورای نگهبان، با عنوان «مرکز تحقیقات شورای نگهبان» از سال ۱۳۷۶ ایجاد شده و در سال ۱۳۹۲ با اخذ مجوز از وزارت علوم، تحقیقات و فناوری به پژوهشکده شورای نگهبان تبدیل گردیده‌است.
پژوهشکده شورای نگهبان، در سال‌های اخیر ارتباط تنگاتنگی با جامعه دانشگاهی کشور برقرار نموده‌است و در سال ۱۳۹۸ برای اولین بار اقدام به برگزاری رقابت‌های علمی شبیه‌سازی شورای نگهبان نمود. برگزاری همایش ها و دوره های آموزشی مختلف و انتشار کتاب و فصلنامه دانش حقوق عمومی از دیگر فعالیت‌های این پژوهشکده می‌باشد. 
ریاست این پژوهشکده از مرداد ۱۳۹۹ بر عهده عباسعلی کدخدایی عضو حقوقدان شورای نگهبان است و قائم‌مقام آن  علی فتاحی می‌باشد.
براساس (اصل ۹۳ قانون اساسی) شورای نگهبان وظیفه دارد تمام مصوباتِ مجلس را از حیث عدم مغایرت با موازین اسلامی و قانون اساسی بررسی کرده تا مصوبات مجلس در صورت عدم مغایرت با قانون اساسی و موازین شرعی، صورت قانونی به خود گیرند.
علاوه بر این نقش برجسته، شورای نگهبان مأموریت نظارت بر انتخابات را بر عهده داشته و مرجع رسمی تفسیر قانون اساسی نیز به‌شمار می‌آید. علت اصلی نامگذاری این نهاد به «شورای نگهبان» دو مسئله حراست و نگهبانی از «احکام اسلام» و صیانت از «قانون اساسی» می‌باشد.
انتشار مشروح مذاکرات شورای نگهبان در سامانه توسط پژوهشکده شورای نگهبان، برای اولین بار در سال ۱۳۹۷ اتفاق افتاد.
آقایان غلامحسین الهام و سیامک ره‌پیک رؤسای پیشین پژوهشکده و آقایان عظیمی‌شوشتری و قربانعلی مهری متانکلائی نیز به عنوان قائم‌مقام در پژوهشکده فعالیت داشتند و از سال ۱۳۹۹ تاکنون عباسعلی کدخدایی عضو حقوقدان شورای نگهبان، ریاست پژوهشکده را بر عهده دارد.